# Lasiocercis ochreopicta
Lasiocercis ochreopicta är en skalbaggsart som beskrevs av Stefan von Breuning 1980. Lasiocercis ochreopicta ingår i släktet Lasiocercis och familjen långhorningar.
Artens utbredningsområde är Madagaskar. Inga underarter finns listade i Catalogue of Life.